# Wiener Neustädter Straße
Die Wiener Neustädter Straße B 17 ist Hauptstraße B in Wien, Landesstraße B in Niederösterreich und ehemalige Bundesstraße. Sie verläuft vom Matzleinsdorfer Platz in Wien über Wiener Neustadt nach Enzenreith (bei Gloggnitz).
Bis in die 1970er Jahre führte sie als Triester Straße B 17 weiter über den Semmering, Leoben, den Perchauer Sattel und Villach bis an die italienische Grenze. Diese Fernverbindungsfunktion wurde danach von der Süd Autobahn A 2 und der Semmering Schnellstraße S 6 übernommen.
Die Wiener Neustädter Straße ist heute neben der Süd Autobahn die wichtigste Verbindung von Wien in Richtung Süden. In Vösendorf befindet sich zwischen A 2 und B 17 die Shopping City Süd, Österreichs größtes Einkaufszentrum.

## Geschichte
Die Wiener Neustädter Straße ging aus der Triester Reichsstraße hervor, die zur Zeit des österreichischen Kaiserreiches zur Verbindung Wiens mit der bedeutendsten österreichischen Hafenstadt Triest errichtet wurde. Noch heute tragen lokale Straßennamen in jenen Orten, welche die Straße passiert, die Bezeichnung Triester Straße – auch in der Bundeshauptstadt Wien.
Im Bereich zwischen Wiener Neustadt und Neunkirchen, wo sie durch die Föhrenwälder des Steinfeldes führt, wird die Wiener Neustädter Straße auch Neunkirchner Allee genannt. In diesem Abschnitt, der als Wiener Neustädter Grundlinie schnurgerade durch das Steinfeld verläuft, wurde 1762/70 von Joseph Liesganig mit der ersten geodätischen Basismessung Österreich-Ungarns begonnen, wobei die beiden Endpunkte der Grundlinie durch Denkmäler markiert sind. Heute ist die Neunkirchner Allee vierspurig ausgebaut.
Am 24.  April 1937 wurde auf der Neunkirchner Allee die 28 Jahre alte paraguayische Diplomatentochter Ingrid Wiengreen Opfer eines Raubmordes, der damals tagelang die  Schlagzeilen beherrschte. Die drei angeblichen Täter wurden wenig später verhaftet. Das Standgericht in Wiener Neustadt verurteilte die beiden knapp über 20-Jährigen zum „Tod durch den Strang“ und den 17-Jährigen zu 16 Jahren schwerem Kerker. Die Hinrichtungen wurden 17 Tage nach der Tat und nur drei Stunden nach dem Gerichtsentscheid vollstreckt. 
Die Triester Straße gehört zu den Bundesstraßen, die durch das Bundesgesetz vom 8. Juli 1921 eingerichtet wurden. Bis 1938 wurde diese Strecke zwischen Wien und Villach als B 10 bezeichnet, nach dem Anschluss Österreichs wurde sie bis 1945 als Teil der Reichsstraße 116 geführt. Von 1949 bis 1971 wurde die Triester Straße auf ihrer gesamten Länge als B 17 bezeichnet.
Im aufkommenden Badetourismus an der oberen Adria und wegen der steigenden Mobilität der Bevölkerung stand die B 17 in den 1950er und 1960er Jahren als Symbol für die individuelle Freiheit. Brachliegende Hotels und Tankstellen künden von dieser Zeit.
Gemäß Bundesstraßengesetz von 1971 sollte die Semmering Schnellstraße S 6 die Triester Straße ersetzen. Die B 17 endete fortan in Enzenreith, während der südliche Streckenabschnitt der Triester Straße fortan als Kärntner Straße B 83 bezeichnet wurde.
Im Jahr 2008 wurden die Arbeiten an der Umfahrung Sollenau–Felixdorf–Theresienfeld begonnen. Schwierig war die Planung, da das benötigte Gebiet in einem Natura 2000-Gebiet verläuft, wo vor allem auch die geschützte Vogelart Triel lebt, die in Mitteleuropa sonst kaum mehr vorkommt. Im Jänner 2013 wurde die Umfahrung fertiggestellt.

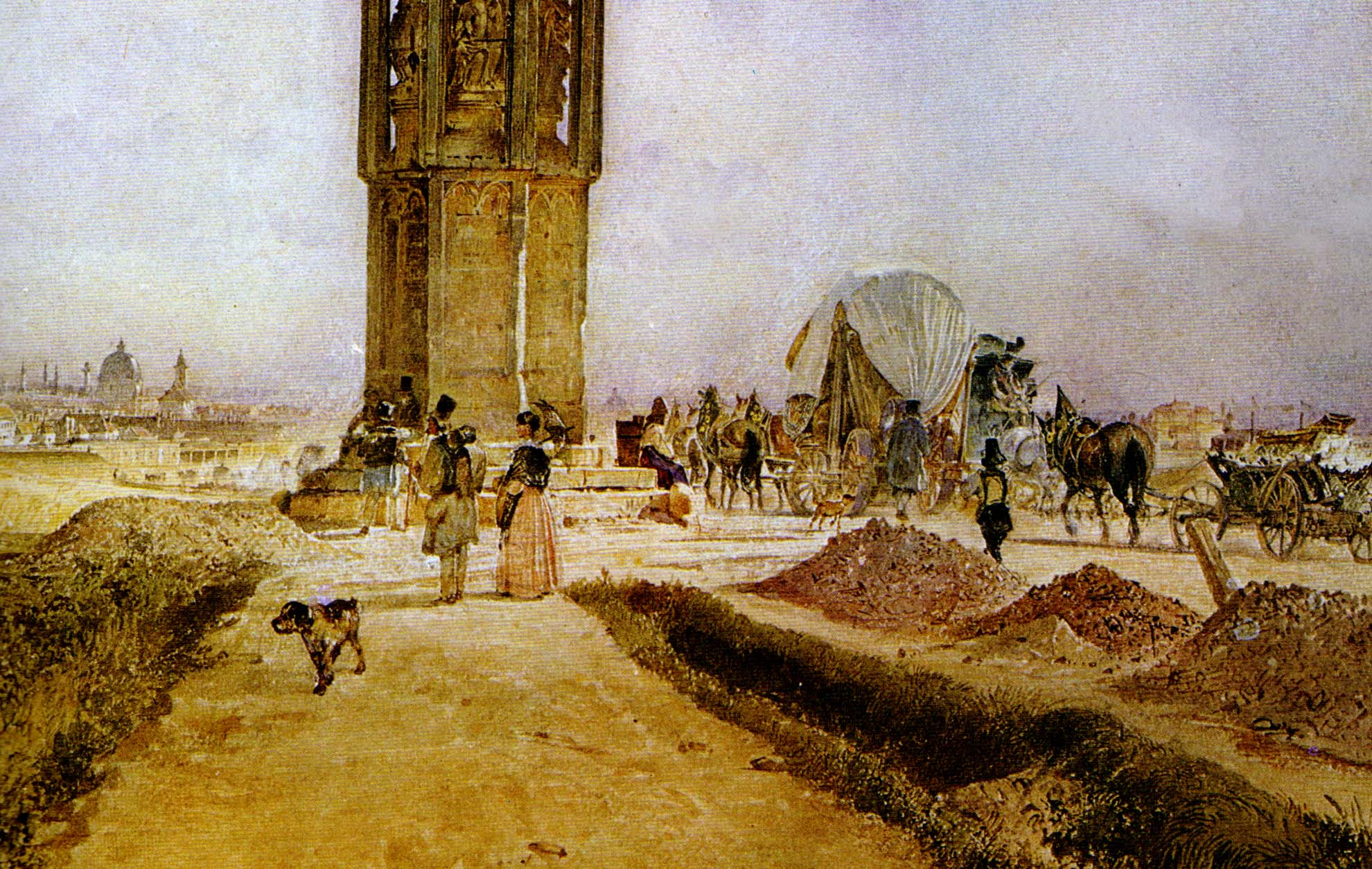
Kolonnenverkehr auf der Triester Poststraße bei der Spinnerin am Kreuz 1855
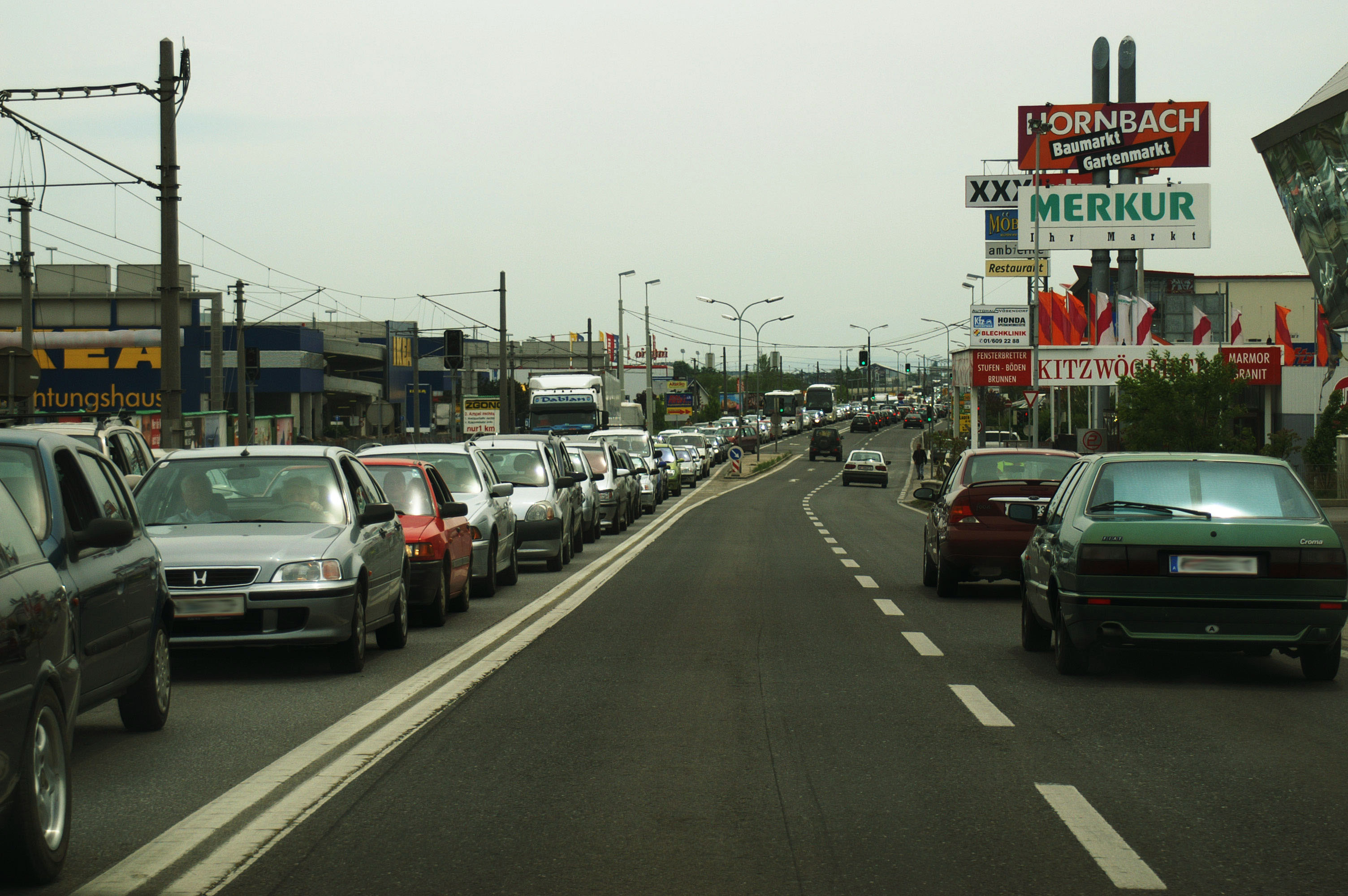
B17 auf der Triester Straße bei der SCS im Jahr 2005
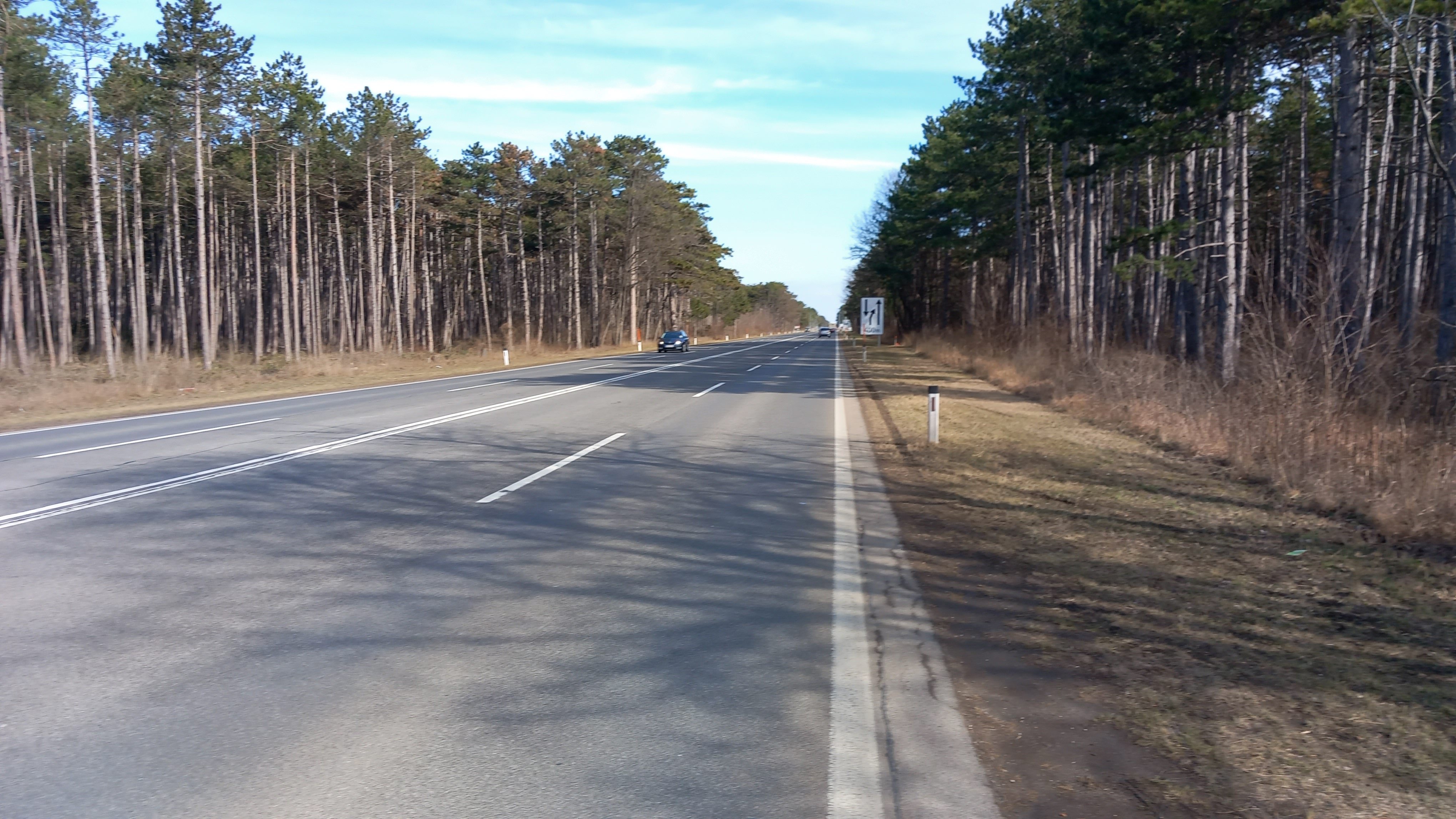
Die B 17 im Föhrenwald bei Breitenau zwischen Neunkirchen und Wiener Neustadt